# 福州墨尔本理工职业学院

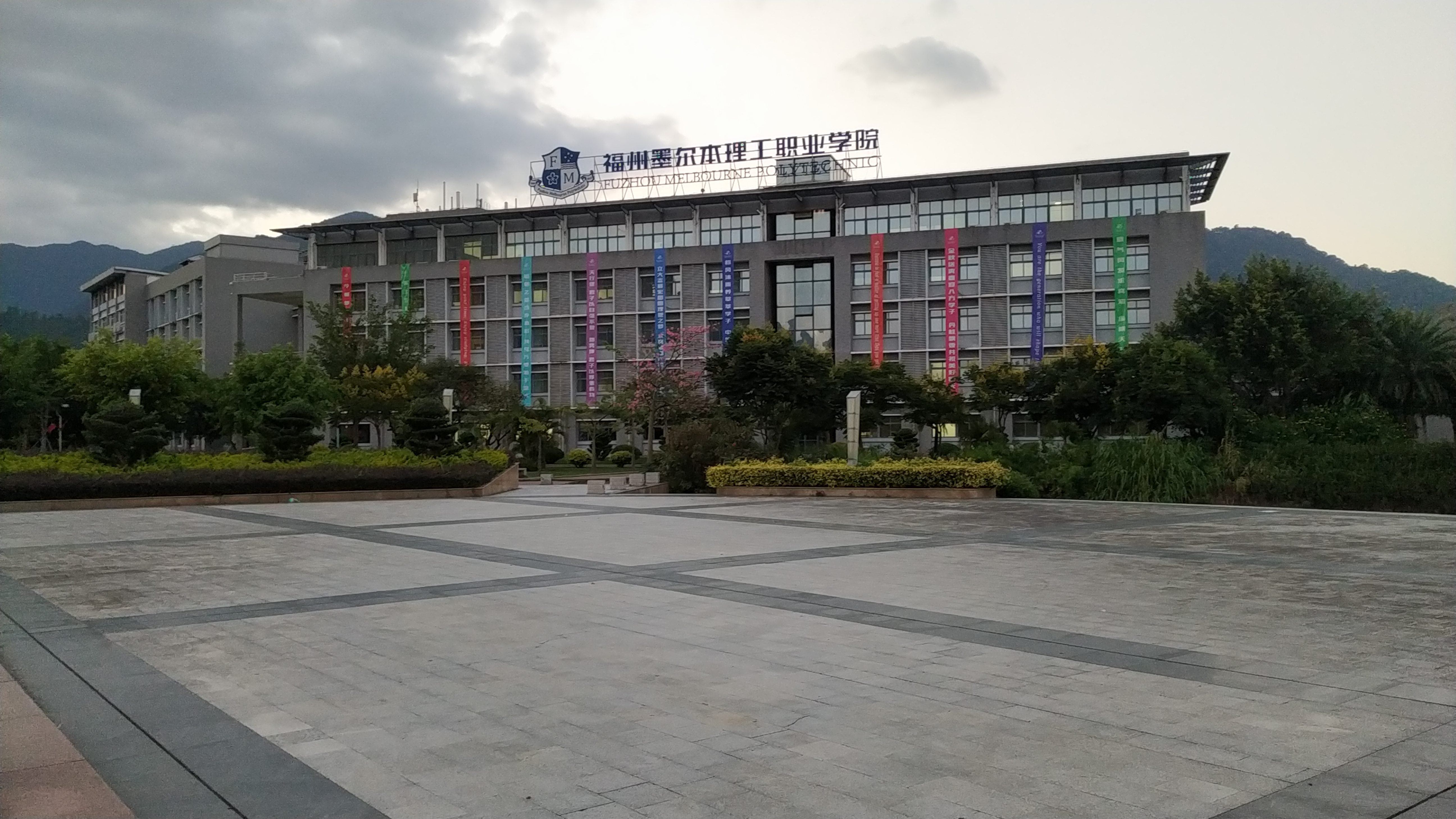
福州墨尔本理工职业学院

福州墨尔本理工职业学院（英語：Fuzhou Melbourne Polytechnic），简称福墨，是中华人民共和国的一所全日制专科民办普通高等职业学校，位于福建省福州市闽侯县上街镇福州大学城。

## 历史
2001年，闽江学院爱恩国际学院成立，系专科层次公有民办二级学院。2017年1月，在闽江学院爱恩国际学院的基础上组建福州墨尔本理工职业学院，由闽江学院和澳大利亚的墨尔本理工学院合作举办。2020年7月，该校举行首届毕业生毕业典礼。